# 布斯托加罗尔福
布斯托加罗尔福（義大利語：Busto Garolfo），是意大利米兰省的一个市镇。总面积12平方公里，人口13300人，人口密度1108.3人/平方公里（2009年）。国家统计（ISTAT）代码为015041。

## 友好城市
- 義大利塞尼塞